# 防災アワー
『防災アワー』（ぼうさいアワー）は、文化放送で2018年4月1日から日曜日の早朝に放送されている防災番組である。

## 概要
防災情報を身近に分かりやすく紹介していくといった内容である。パーソナリティーは文化放送アナウンサー（または元アナウンサー）が担当しており、月別にはマンスリーゲスト（主に大学教授や防災研究所関係者など）が出演している。
放送開始から2020年9月27日までは日曜5:05 - 5:20の15分番組であったが、同年10月4日から日曜5:50 - 6:00に45分繰り下げ・5分短縮とした10分番組に変更された。2021年4月4日から、日曜5:05 - 5:15に45分繰り上げて放送されている。
防災の日に当たった2020年9月1日には、2018年の同日まで文化放送をはじめNRN系列局を中心に全国38局ネットで放送されていた『防災の日スペシャル』に代わり、本番組をベースとした特別番組『防災アワースぺシャル〜令和の防災術』（12:00 - 13:00）を生放送した。なお、この特番は『防災の日スペシャル』とは異なり、関東ローカルでの放送となった。

## パーソナリティ
- 伊藤佳子（文化放送報道スポーツセンター記者、元同局アナウンサー）